# 209791 Tokaj
209791 Tokaj è un asteroide della fascia principale. Scoperto nel 2005, presenta un'orbita caratterizzata da un semiasse maggiore pari a 2,6859600 UA e da un'eccentricità di 0,0912973, inclinata di 4,25810° rispetto all'eclittica.
L'asteroide è dedicato all'omonima località ungherese.